# Handwara
Handwara là một thị xã và là nơi đặt ủy ban khu vực quy hoạch (notified area committee) của quận Kupwara thuộc bang Jammu và Kashmir, Ấn Độ.

## Nhân khẩu
Theo điều tra dân số năm 2001 của Ấn Độ, Handwara có dân số 10.624 người. Phái nam chiếm 55% tổng số dân và phái nữ chiếm 45%. Handwara có tỷ lệ 54% biết đọc biết viết, thấp hơn tỷ lệ trung bình toàn quốc là 59,5%: tỷ lệ cho phái nam là 66%, và tỷ lệ cho phái nữ là 38%. Tại Handwara, 13% dân số nhỏ hơn 6 tuổi.